# پائول رودلف (فیزیکدان)

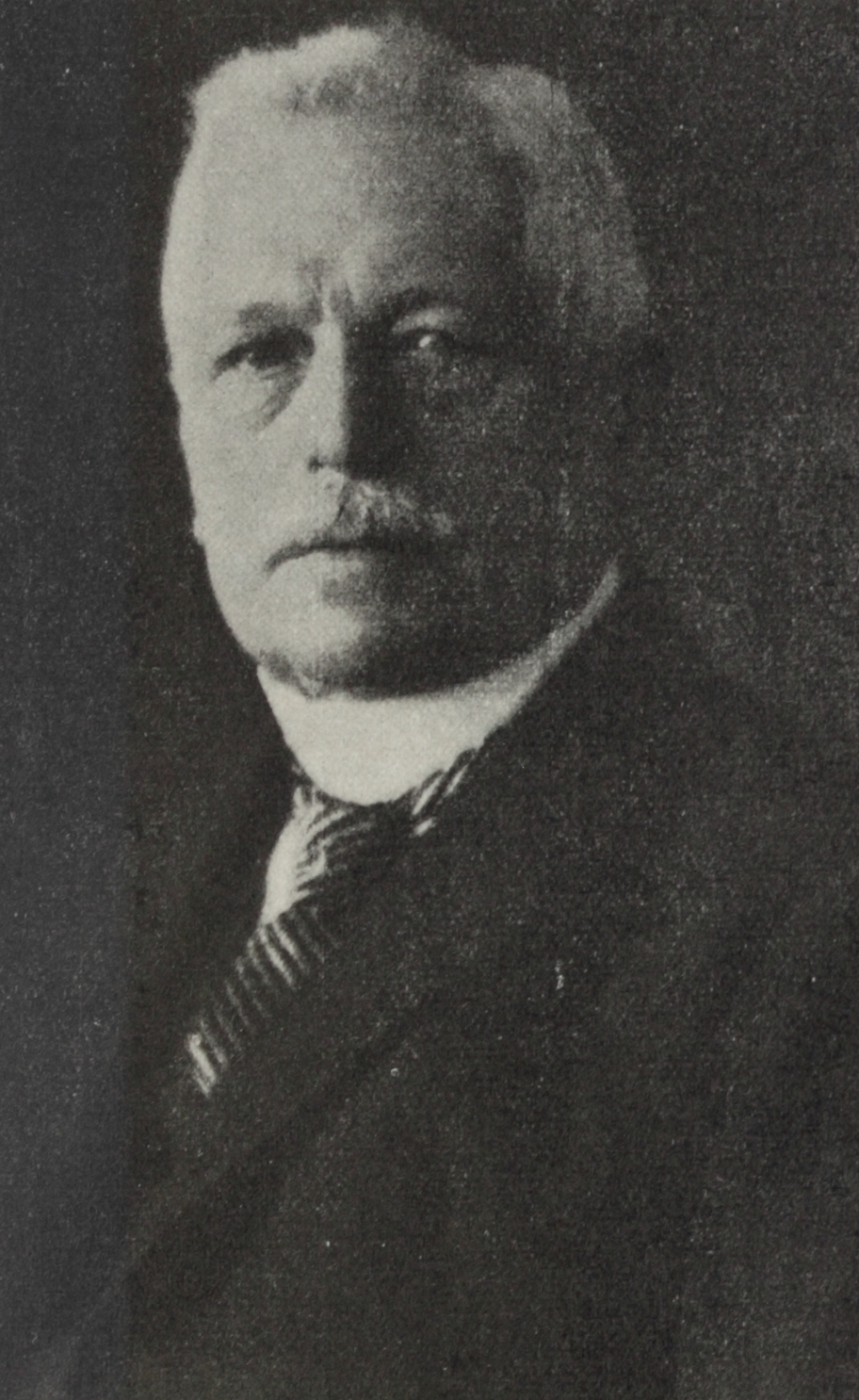
پائول رودُلف، فیزیک‌دان آلمانی - حوالی ۱۹۲۸

 پائول رودُلف (انگلیسی: Paul Rudolph؛ زاده ۱۴ نوامبر ۱۸۵۸ / درگذشته ۸ مارس ۱۹۳۵) یک فیزیکدان آلمانی بود. او زمانی که برای کارل زایس کار می کرد اولین عدسی آناستیگماتیک را طراحی نمود. رودلف پس از جنگ جهانی اول وارد شرکت نوری هوگو مایر شد و بیشتر عدسی های سینمایی آنها را طراحی کرد.